# Равне (Літія)
Равне (словен. Ravne) — поселення в общині Літія, Осреднєсловенський регіон, Словенія. Висота над рівнем моря: 611,6 м.